# 전방항공통제
전방항공통제(영어: Forward Air Control, FAC )는 전선 부근에서 이루어지는 항공관제 . 근접항공지원 이나 항공저지 등 전술폭격 작전 의 일환으로 이루어지는 경우가 많다.

## 개요
전방항공통제의 주안은 공격기를 적절히 통제 함으로써 오폭을 막고 최전선 에서 활동하는 아군지상 부대 의 안전을 확보하는 데 있다. 또한 항공 관제 와 동시에 폭격 효과 판정 ( BDA )도 행해지는 경우가 많지만, 이것은 포병 의 전진 관측반(FO)이 사탄 관측을 행하는 것과 같다. 이와 같이 전방항공통제의 업무내용은 대부분 포병의 전진관측과 유사·중복되어 있어 이를 통해 미군과 영국군에서는 화력지원반( FST )으로 통합 운용되고 있다. 또한 전방항공통제 담당자는 이전에는 전방항공통제관으로 불렸지만 2003년부터 통합말단공격통제관( JTAC ) 으로 개칭되었다.
전방항공통제관은 지상부대에 수행하거나 항공기 에 탑승하여 활동한다. 미국 공군 에서는 지상부대로서 전술항공통제반( TACP )을 편성하고, 육군 의 재래지상부대나 미군 특수부대 에 동행시키고 있다. TACP를 구성하는 병 · 하사관 에는 반드시 1명 이상의 JTAC가 포함되는 것 외에 통신 특기병 인 무선 교신·정비 및 조작수(ROMAD)가 이것을 보좌, 경우에 따라 항공 연락 사관(ALO)이 지휘관 으로 합류하게 된다. 또, 공군 특수 작전 부대의 하나, 공수 작전 에 있어서 강하 지대의 사정 및 확보와 투하기의 유도를 담당하는 전투 관제관(CCT ) 도, 임무상의 필요성으로부터 JTAC의 자격을 가지고 있어, 다른 특수부대에 동행하는 전방항공통제에 종사하는 것도 자주이다. 이에 더해 미국 해병대 에서도 독자적으로 JTAC 자격을 가진 FAC가 재적해 항공함포 연락 중대( ANGLICO )에서 해병대의 각 지상 전투 부대에 배치된다.
한편, 항공기에 탑승하는 전방 항공 관제관을 특히 기상 전방항공통제관 (Airborne-Forward Air Controller, A-FAC )이라고 한다. A-FAC가 탑승하는 항공기는 종래에는 저속의 관측기 였지만, 대공 무기 의 고성능화·조밀화에 따라 생존성을 중시하고 비교적 고속의 제트기가 사용 되도록 이것을 Fast FAC 라고합니다.
일반적으로 FAC 임무는 거의 비무장으로 적의 상공을 저공 비행하기 때문에 항상 격추의 위험성을 맡는 임무이며, 베트남 전쟁에서의 FAC 임무에서는 다수의 희생자가 나와 있어 잃어버린 기체 많다. 또한 지상임무의 FAC 요원은 (일반적인 통신병 처럼) 저격수 의 타겟이 되기 쉬웠다.

## 같이 보기
- 전술항공통제단
- 근접항공지원